# 富小路公脩
富小路 公脩（とみのこうじ きんなが）は、鎌倉時代後期の公卿。権大納言・小倉実教の二男。母は小倉季雄に同じか。官位は正二位・権中納言、弾正尹。小倉家は公脩の子孫が継いでいくことになった。

## 経歴
以下、『公卿補任』、『尊卑分脈』の内容に従って記述する。
- 永仁6年（1298年）1月5日、叙爵[3]。
- 永仁7年（1299年）1月5日、従五位上に昇叙。
- 正安2年（1300年）4月7日、正五位下に昇叙。同年12月30日、侍従に任ぜられる。
- 正安3年（1301年）12月6日、従四位下に昇叙。同月11日、侍従は元の如し。
- 嘉元4年（1306年）3月30日、武蔵権介を兼ねる。同年12月22日、右少将に任ぜられる。
- 徳治2年（1307年）4月3日、従四位上に昇叙。
- 延慶2年（1309年）6月12日、正四位下に昇叙。
- 延慶3年（1310年）4月7日、右中将に転任。同年12月28日、左中将に転任。
- 正和3年（1314年）10月21日、従三位に叙せられる。
- 正和4年（1315年）6月27日、右兵衛督に任ぜられる。
- 正和5年（1316年）8月12日、左兵衛督に転任。9月12日、参議に任ぜられる。参議に任ぜられると同時に左中将を兼ねる。
- 文保元年（1317年）3月27日、備中権守を兼ねる。同年4月16日、権中納言に転任。
- 文保2年（1318年）1月5日、正三位に昇叙。
- 元応元年（1319年）3月9日、権中納言を止められる。同年閏7月5日、従二位に昇叙。
- 元亨2年（1322年）、本座を許される。
- 嘉暦3年（1328年）1月5日、正二位に昇叙。
- 元徳3年/元弘元年（1331年）11月5日、弾正尹に任ぜられる。
- 正慶2年/元弘3年（1333年）5月17日、弾正尹を止められる[4]。
- 建武4年/延元2年（1337年）2月17日、薨去。享年44。

## 歌人として
『増鏡』によれば、十五夜の歌合に父実教、兄季雄と共に召されて詠出している。

## 系譜
- 父：小倉実教（1264-1349）
- 母：不詳
- 妻：不詳
  - 男子：小倉実名 - 参議、中将
  - 男子：実敦
  - 男子：證季